# İsmail Küçüksolak
İsmail Küçüksolak (ur. 2002) – turecki zapaśnik walczący w stylu wolnym. 
Brązowy medalista MŚ wojskowych w 2023. Trzeci na ME U-23 w 2023, także na MŚ juniorów w 2022 i ME w 2021 roku.